# Dan Tolkovsky
Generálmajor Dan Tolkovsky (hebrejsky: דן טולקובסקי,‎* 17. ledna 1921, Tel Aviv, Britský mandát Palestina) byl v letech 1953 až 1958 velitel Izraelského vojenského letectva. Tolkovsky vstoupil do armády v roce 1943, když Royal Air Force poslalo židovskou jednotku z mandátní Palestiny na kurz do letecké školy v Rhodesii (dnešní Zimbabwe). Tolkovsky dokončil kurz jako první ze své skupiny a stal se bojovým pilotem a později byl první ze své skupiny, který dokončil kurz a začal sloužit jako bojový a později jako průzkumný pilot v Řecku za druhé světové války.
Díky svým leteckým zkušenostem se stal jedním ze zakládajících členů izraelského letectva. Vstoupil do letecké složky Hagany, Šerut Avir, kde pomáhal v získání moderních vojenských letounů z Československa. Později sloužil jako velitel Izraelského vojenského letectva.
Je ženatý, otec tří dětí.